# Chris Tucker

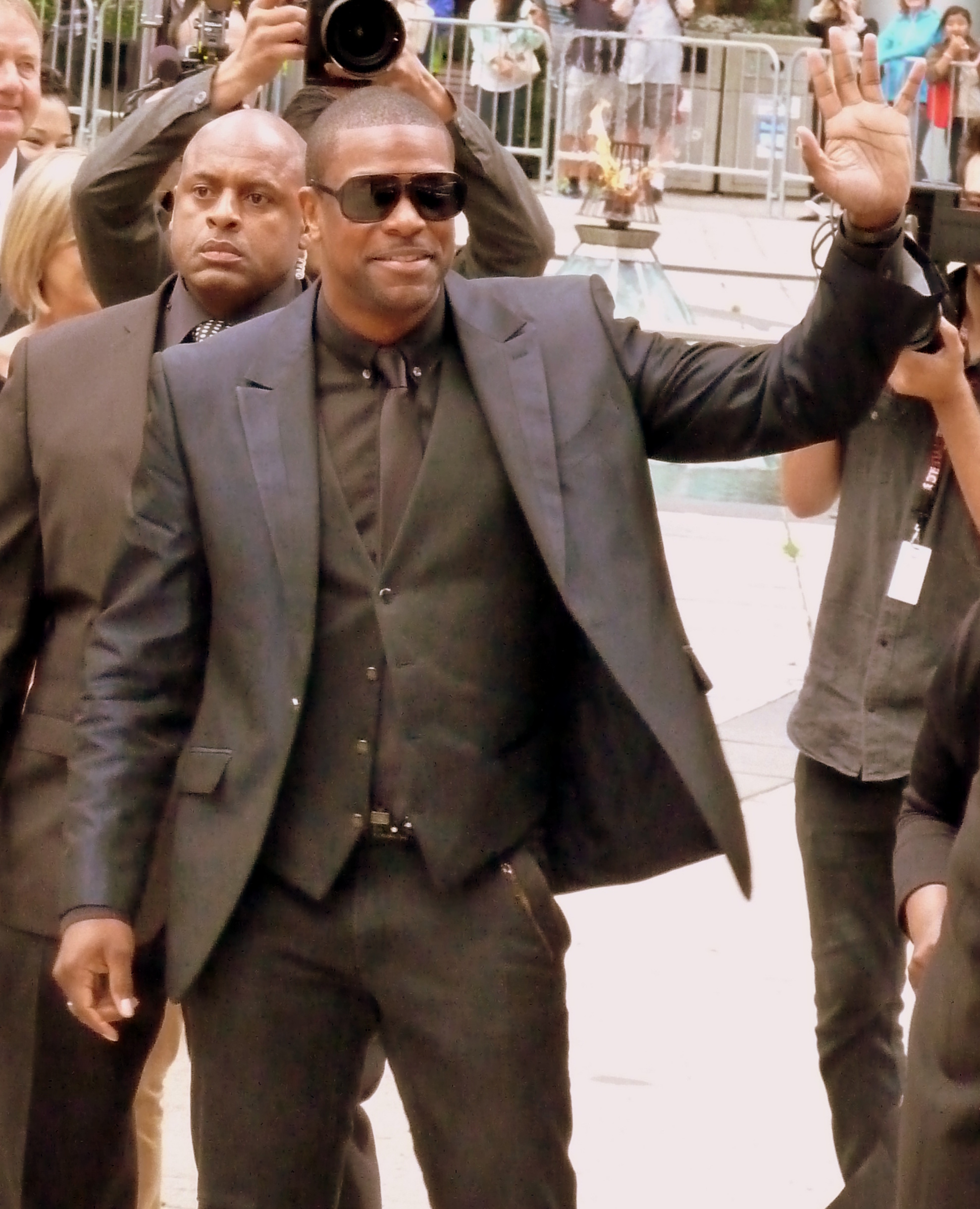
Chris Tucker no Festival de Toronto em 2012

Christopher "Chris" Tucker (Atlanta, 31 de agosto de 1971) é um ator e comediante norte-americano.
Dentre seus filmes de maior sucesso, destacam-se a franquia A Hora do Rush (1998-2001-2007), com Jackie Chan, Friday, com Ice Cube, Jackie Brown e O Quinto Elemento (1997). Em 2006, tornou-se o ator mais bem pago de Hollywood.
Durante a década de 2000, Tucker atuou somente nos filmes de A Hora do Rush. Desde que se tornou um cristão renascido, após filmar Money Talks, Tucker recusou diversos papéis que não  estavam de acordo com suas crenças religiosas - ele não participou da sequência de Friday, Friday After Next -, além de não usar mais  palavrões em suas apresentações de comédia.
Ele também se tornou extremamente seletivo e exigente com o que leva seu nome.
Tucker era um dos melhores amigos do cantor Michael Jackson, fez uma participação no clip e música de "You Rock My World", que era parte do repertório do álbum Invincible em 2001. Ele e sua esposa foram testemunhas de defesa de Jackson, quando o mesmo foi acusado de pedofilia em 2005.

## Biografia

### Início de vida
Tucker nasceu em Atlanta, Geórgia, em 31 de agosto de 1971, o filho mais novo de Mary Louise e Tucker Norris.
Seu pai era um homem de negócios independente, dono de um serviço de zeladoria. Tucker foi criado em Decatur, Geórgia. Depois de se formar a partir de Columbia High School, em Decatur, GA., Tucker se mudou para Los Angeles para perseguir uma carreira na comédia e filmes.

## Carreira
Chris Tucker começou sua carreira na comédia com o Def Comedy Jam em 1992, e seu primeiro filme foi House Party 3 como Johnny Booze, em 1995 estreou em Friday junto com o rapper Ice Cube onde conseguiu grandes elogios devido a sua atuação, no mesmo ano participou do videoclipe de 2pac com Dr.Dre chamado California Love. Em 1997 participou de The Fifth Element junto com Bruce Willis e Tudo por Dinheiro com Charlie Sheen. Em 1998 estreou em A Hora do Rush junto com Jackie Chan o que e um de seus filmes mais populares. Em 1999 Chris Tucker participou do NBA All-Star Weekend junto com outras celebridades. Em 2001 participou do clipe You Rock My World de Michael Jackson e também no mesmo ano participou em A Hora do Rush 2. Em 2007 participou de A Hora do Rush 3 o filme que lhe fez se tornar um dos atores mais bem pagos de Hollywood. Chris Tucker fez em 2012 Silver Linings Playbook junto com Bradley Cooper e Jennifer Lawrence, e em 2013 foi o apresentador do Bet Awards. E em 2014 ele voltou ao Stand-Up em sua turnê Payback Tour terminando em 2015 e assim fazendo um filme chamado Chris Tucker Live sobre sua turnê e sendo filmado no Historic Fox Theatrer em Atlanta e sendo exibido na Netflix. Em 2015 Chris Tucker estava no NBA All-Stars. Foi escalado em 2015 para o filme Billy Lynn's Long Halftime Walk.

## Vida Pessoal
Tucker tem um filho chamado Destin Christopher Tucker com sua ex-esposa Azja Pryor. Ele divide seu tempo entre Bel Air, Las Vegas e Atlanta.
Tucker tem uma grande amizade com Jackie Chan. Ele também era grande amigo de Michael Jackson onde os dois dançaram no Michael Jackson: 30th Anniversary Special, junto com o cantor Usher, e no clipe You Rock My World em 2001 do álbum Invincible de Michael Jackson. A carreira de Tucker foi influenciada por Michael Jackson quando viu Tucker dançando Don't Stop 'til You Get Enough em A Hora do Rush 2 e em Friday. Tucker viajou nas primárias de 2008 com o presidente Barack Obama.
Tucker participou de um documentário da PBS sobre a composição genética de afro-americanos. Ele descobriu por teste de DNA que é descendentes de Africano, Europeu e Nativo Americano.
Em 2014, Tucker pagou uma dívida fiscal de 2,5 milhões de dólares. Um representante culpou "a má contabilidade e gestão de negócios".
Tucker é um cristão devoto e não usa mais palavras de baixo calão em suas apresentações.

## Filmografia

### Cinema
| Ano  | Título                          | Título em português              | Papel                 |
| ---- | ------------------------------- | -------------------------------- | --------------------- |
| 1993 | The Meteor Man                  | The Meteor Man                   | MC no Salão           |
| 1994 | House Party 3                   | House Party 3                    | Johnny Booze          |
| 1995 | Friday                          | Sexta-feira em apuros            | Smokey                |
| 1995 | Panther                         | Panteras Negras                  | Guarda-costas         |
| 1995 | Dead Presidents                 | Ambição em alta voltagem         | Skip                  |
| 1997 | The Fifth Element               | O quinto elemento                | Ruby Rhod             |
| 1997 | Tudo por Dinheiro               | Tudo por dinheiro                | Franklin Hatchett     |
| 1997 | Jackie Brown                    | Jackie Brown                     | Beaumont Livingston   |
| 1998 | Rush Hour                       | A Hora do Rush                   | Detetive James Carter |
| 2001 | Rush Hour 2                     | A Hora do Rush 2                 | Detetive James Carter |
| 2007 | Rush Hour 3                     | A Hora do Rush 3                 | Detetive James Carter |
| 2012 | Silver Linings Playbook         | O Lado Bom da Vida               | Danny McDaniels       |
| 2015 | Chris Tucker - Live             | Chris Tucker Live                | Ele mesmo             |
| 2016 | Billy Lynn's Long Halftime Walk | A Longa Caminhada de Billy Lynn  | Albert                |
| 2023 | Air                             | AIR: A História Por Trás do Logo | Howard White          |

### Televisão
| Ano  | Título                  | Título em português    | Papel     | Notas        |
| ---- | ----------------------- | ---------------------- | --------- | ------------ |
| 1988 | Roseanne                | Roseanne               | Ele mesmo | 1 Episódio   |
| 1992 | Hangin' with Mr. Cooper | Hangin with Mr. Cooper | Rapper    | 1 Episódio   |
| 1992 | Def Comedy Jam          | Def Comedy Jam         | Ele mesmo | 2 Episódios  |
| 2001 | Diary                   | Diário                 | Ele mesmo | 1 Episódio   |
| 2006 | African American Lives  | African American Lives | Ele mesmo | 4 Episódios  |
| 2013 | Bet Awards              | Bet Awards             | Ele mesmo | Apresentador |

### Videoclipes
| Ano  | Título                     | Artista                                      | Papel                        |
| ---- | -------------------------- | -------------------------------------------- | ---------------------------- |
| 1994 | "Nuttin' But Love"         | Heavy D                                      | Ele mesmo                    |
| 1995 | "California Love"          | Tupac Shakur feat.: Dr. Dre e Roger Troutman | Cameo                        |
| 1995 | "Friday"                   | Ice Cube                                     | Smokey                       |
| 1995 | "Keep Their Heads Ringin'" | Dr. Dre                                      | Ele mesmo                    |
| 1997 | "Feel So Good"             | Mase feat.: Kelly Price                      | Ele mesmo                    |
| 1998 | "Can I Get A..."           | Jay-Z feat.: Ja Rule e Amil                  | Detetive James Carter        |
| 2001 | "You Rock My World"        | Michael Jackson                              | Ele mesmo                    |
| 2005 | "Shake It Off"             | Mariah Carey                                 | Homem no Banco de Passageiro |

## Prêmios e indicações
| Ano  | Resultado | Premiação                                | Indicação                                                         |
| ---- | --------- | ---------------------------------------- | ----------------------------------------------------------------- |
| 1995 | Indicado  | MTV Movie Award                          | Melhor Performance de Comédia em Sexta Feira em Apuros            |
| 1995 | Indicado  | MTV Movie Award                          | Melhor Performance Revelação em Sexta Feira em Apuros             |
| 1995 | Indicado  | MTV Movie Award                          | Melhor Duo On-Screen (com Ice Cube) em Sexta Feira em Apuros      |
| 1997 | Indicado  | Razzle Award                             | Pior Nova Estrela em Tudo por Dinheiro                            |
| 1997 | Indicado  | Razzle Award                             | Pior Nova Estrela em O Quinto Elemento                            |
| 1998 | Vencedor  | Blockbuster Entertainment Award          | Duo Favorita Ação/Aventura (com Jackie Chan) em A Hora Do Rush    |
| 1998 | Indicado  | Image Awards                             | Melhor Ator em Motion Picture em A Hora Do Rush                   |
| 1998 | Indicado  | Kid's Choice Awards                      | Ator de cinema favorito em A Hora Do Rush                         |
| 1998 | Vencedor  | MTV Movie Award                          | Melhor Duo On-Screen (com Jackie Chan) em A Hora Do Rush          |
| 1998 | Indicado  | MTV Movie Award                          | Melhor Performance de Comédia em A Hora Do Rush                   |
| 1998 | Indicado  | MTV Movie Award                          | Melhor Luta (com Jackie Chan) em A Hora Do Rush                   |
| 2001 | Vencedor  | Kid's Choice Award                       | Ator de Cinema Favorito em A Hora Do Rush 2                       |
| 2001 | Vencedor  | MTV Movie Award                          | Melhor Luta (com Jackie Chan) em A Hora Do Rush 2                 |
| 2001 | Indicado  | MTV Movie Award                          | Melhor Desempenho em Comédia em A Hora Do Rush 2                  |
| 2001 | Vencedor  | Teen Choice Awards                       | Ator de Cinema-Choice em A Hora Do Rush 2                         |
| 2001 | Indicado  | Bet Awards                               | Melhor Ator em A Hora Do Rush 2                                   |
| 2007 | Indicado  | MTV Movie Award                          | Melhor Luta (com Jackie Chan e Sun Mingming) em A Hora Do Rush 3  |
| 2012 | Vencedor  | Broadcast Film Critics Association Award | Melhor Elenco em O Lado Bom Da Vida                               |
| 2012 | Indicado  | Screen Actors Guild Award                | Melhor Performance de um Elenco em um Filme em O Lado Bom Da Vida |